# Julia Pereira de Sousa-Mabileau
Julia Pereira de Sousa Mabileau (ur. 20 września 2001 w Quincy-sous-Sénart) – francuska snowboardzistka, specjalizująca się w snowcrossie, wicemistrzyni olimpijska.

## Kariera
Po raz pierwszy na arenie międzynarodowej pojawiła się 5 marca 2016 roku w Isoli, gdzie w mistrzostwach kraju zajęła jedenaste miejsce w slopestyle'u. W 2017 roku wystartowała na mistrzostwach świata juniorów w Klínovcu, zdobywając brązowy medal w snowcrossie i złoty snowcrossie drużynowym. W zawodach Pucharu Świata zadebiutowała 11 lutego 2017 roku w Feldbergu, zajmując 23. miejsce. Tym samym już w swoim debiucie wywalczyła pierwsze pucharowe punkty. Pierwszy raz na podium zawodów tego cyklu stanęła 22 grudnia 2017 roku w Cervinii, kończąc rywalizację w snowcrossie na trzeciej pozycji. W zawodach tych wyprzedziły ją jedynie Włoszka Michela Moioli i kolejna Francuzka, Nelly Moenne-Loccoz.
W 2018 roku wywalczyła dla reprezentacji Francji srebrny medal podczas igrzysk olimpijskich w Pjongczangu, przegrywając tylko z Michelą Moioli. W lutym 2021 roku zdobyła brązowy medal w rywalizacji drużynowej podczas mistrzostw świata w Idre Fjäll.

## Osiągnięcia

### Igrzyska olimpijskie
| Miejsce | Dzień     | Rok  | Miejscowość | Konkurencja | Zwyciężczyni   |
| ------- | --------- | ---- | ----------- | ----------- | -------------- |
| 2.      | 16 lutego | 2018 | Pjongczang  | Snowcross   | Michela Moioli |

### Mistrzostwa świata
| Miejsce | Dzień     | Rok  | Miejscowość | Konkurencja         | Zwycięzca        |
| ------- | --------- | ---- | ----------- | ------------------- | ---------------- |
| 11.     | 1 lutego  | 2019 | Solitude    | Snowcross           | Eva Samková      |
| 18.     | 11 lutego | 2021 | Idre Fjäll  | Snowcross           | Charlotte Bankes |
| 3.      | 12 lutego | 2021 | Idre Fjäll  | Snowcross drużynowy | Australia        |

### Puchar Świata

#### Miejsca w klasyfikacji generalnej SBX
- sezon 2016/2017: 20.
- sezon 2017/2018: 8.
- sezon 2018/2019: 16.
- sezon 2019/2020: 12.
- sezon 2020/2021: 4.
- sezon 2021/2022: 34.

#### Miejsca na podium
1. Cervinia – 22 grudnia 2017 (snowcross) – 3. miejsce
2. Feldberg – 3 lutego 2018 (snowcross) – 3. miejsce
3. Chiesa in Valmalenco – 24 stycznia 2021 (snowcross) – 3. miejsce
4. Bakuriani – 4 marca 2021 (snowcross) – 2. miejsce